# Nicola Horlick
Nicola Karina Christina Horlick (geborene Gayford; * 12. Dezember 1960 in Nottingham) ist eine britische Fondsmanagerin für Hedgefonds.

## Leben
Die Tochter von Michael Robert Dudley Gayford and Suzanna Christina Victoria Czyzewska studierte an der University of Oxford.
Ab 1983 arbeitete sie bei S. G. Warburg & Co.
Ab 1992 war sie bei Morgan Grenfell Chefin für das Investmentgeschäft der Pensionsfonds, wo sie sehr erfolgreich war. 1997 kam das Gerücht auf, sie wolle mit zur ABN AMRO wechseln, daraufhin suspendierte man sie wegen Illoyalität. Dies empörte sie so sehr, dass sie zur Muttergesellschaft Deutsche Bank nach Frankfurt flog. Zwei Tage später kündigte sie und ging zur Société Générale.
Im Januar 2005 gründete sie Bramdean Asset Management, wo sie auch jetzt noch arbeitet. Ihre Firma ist unmittelbar durch das über Jahrzehnte durchgeführte Schneeballsystem rund um Bernard L. Madoff betroffen, rund zehn Prozent des Kapitals sollen dort angelegt gewesen sein.
2013 gründete sie Glentham Capital, welcher als erster Fonds: "Glentham Film" in Hollywoodfilme investiert.

## Familie
Sie war seit 1984 mit Timothy Piers Horlick verheiratet und hatte mit ihm sechs Kinder. In der britischen Presse wird sie daher auch als Supermum oder Superwoman bezeichnet. 1998 starb ihre älteste Tochter an Leukämie, und 2003 ließ sich das Paar scheiden. Sie ist in zweiter Ehe mit dem Finanzjournalisten Martin Baker verheiratet.